# Paruline voilée
Espèce
La Paruline voilée (Geothlypis velata) est une espèce de passereaux appartenant à la famille des Parulidae.

## Distribution
Cette espèce se trouve au Pérou, en Bolivie, au Brésil, au Paraguay, en Uruguay et en Argentine.

Carte de répartition de l'espèce

## Systématique
Dans certaines classifications, elle est considérée comme une sous-espèce de la Paruline équatoriale. Elle porte alors le nom Geothlypis aequinoctialis velata.